# سیلفیا هوکس
سیلفیا هوکس (هلندی: Sylvia Hoeks؛ ‏هلندی: [ˈsɪlvijaː ˈɦuks]؛ زادهٔ ۱ ژوئن ۱۹۸۳) بازیگر و مانکن اهل هلند است. وی از سال ۲۰۰۵ میلادی تاکنون مشغول فعالیت بوده است.
از فیلم‌ها یا برنامه‌های تلویزیونی که وی در آن نقش داشته است، می‌توان به بهترین پیشنهاد، خائنان، بلید رانر ۲۰۴۹ (۲۰۱۷)، دختری در تار عنکبوت (۲۰۱۸) و مجموعه تلویزیونی دیدن اشاره کرد.

## فیلم‌شناسی

### فیلم
| سال  | نام                 | نقش             |
| ---- | ------------------- | --------------- |
| ۲۰۱۳ | بهترین پیشنهاد      | Claire Ibbetson |
| ۲۰۱۷ | بلید رانر ۲۰۴۹      | Luv             |
| ۲۰۱۷ | خائنان              | لارا سیمیک      |
| ۲۰۱۸ | همه مردان شیطان     | لی              |
| ۲۰۱۸ | دختری در تار عنکبوت | کامیلا سالاندر  |
| ۲۰۲۱ | پلن اِی              | آنا             |
| ۲۰۲۴ | فداکاری             | نینا            |

### تلویزیون
| سال       | نام          | نقش      | یادداشت‌ها         |
| --------- | ------------ | -------- | ----------------- |
| ۲۰۱۹–۲۰۲۲ | دیدن         | ملکه کِین | نقش اصلی          |
| ۲۰۲۴      | فرجام خدایان | سیگرید   | نقش اصلی، صداپیشه |